# Rentekammeret
Rentekammeret var betegnelsen for den funktion i den danske statsadministration, som varetog økonomiske og materielle anliggender under enevælden. Der var opgaver som bogholderi samt udbetalinger og told- og skatteopkrævning; det indbefattede også administration af statens ejendom som skove, veje og bygninger og udstedelse af kongelige privilegier. Rentekammeret blev nedlagt i 1848, da der blev indført ministerialstyre, og opgaverne blev da overdraget til de nyoprettede ministerier, hvoraf Finansministeriet fik hovedparten.
Oprindelig var rentekammeret ledet af en rentemester og en del af Danske Kancelli, men ved enevældens indførelse i 1660 ændredes navnet til skatkammerkollegiet. Det blev nu en mere selvstændig administrativ enhed, som blev ledet af en rigsskatmester, hvor Hannibal Sehested blev den første. 
I 1680 ændredes navnet tilbage til Rentekammeret.

## Forandringer
Gennem tiden blev rentekammeret underkastet mange forandringer i takt med, at administrationen blev større. Der har været mange opsplitninger af funktionsområderne ved f.eks. oprettelse af: 
- Tyske sekretariat i 1699, som håndterede hertugdømmernes sager
- Kommercekollegiet i 1735, som håndterede erhvervssager
- Generaltoldkammeret i 1760, som overtog toldsager samt sager vedrørende de oversøiske kolonier
- Overskattedirektionen i 1762, som håndterede statens gæld
- Generallandvæsenskollegiet i 1768, som tog sig af landvæsen og veje.